# Stadsbus Maastricht
Stadsbus Maastricht BV (SBM) was het stadsvervoersbedrijf van Maastricht en omgeving, inclusief het in België gelegen Kanne.
SBM kwam voort uit het Gemeentelijk Autobusbedrijf Maastricht (GABM, opgeheven 1971), het Maastrichtse gemeentevervoerbedrijf. Sinds het najaar van 2001 was SBM onderdeel van Veolia Transport Nederland. Op 10 december 2006 kwam officieel een einde aan Stadsbus Maastricht, dat toen volledig opging in Veolia, waarbij stads- en streekvervoer werden geïntegreerd. Vanaf eind 2016 werd de exploitatie overgenomen door Arriva Personenvervoer Nederland.

## Lijnvoering

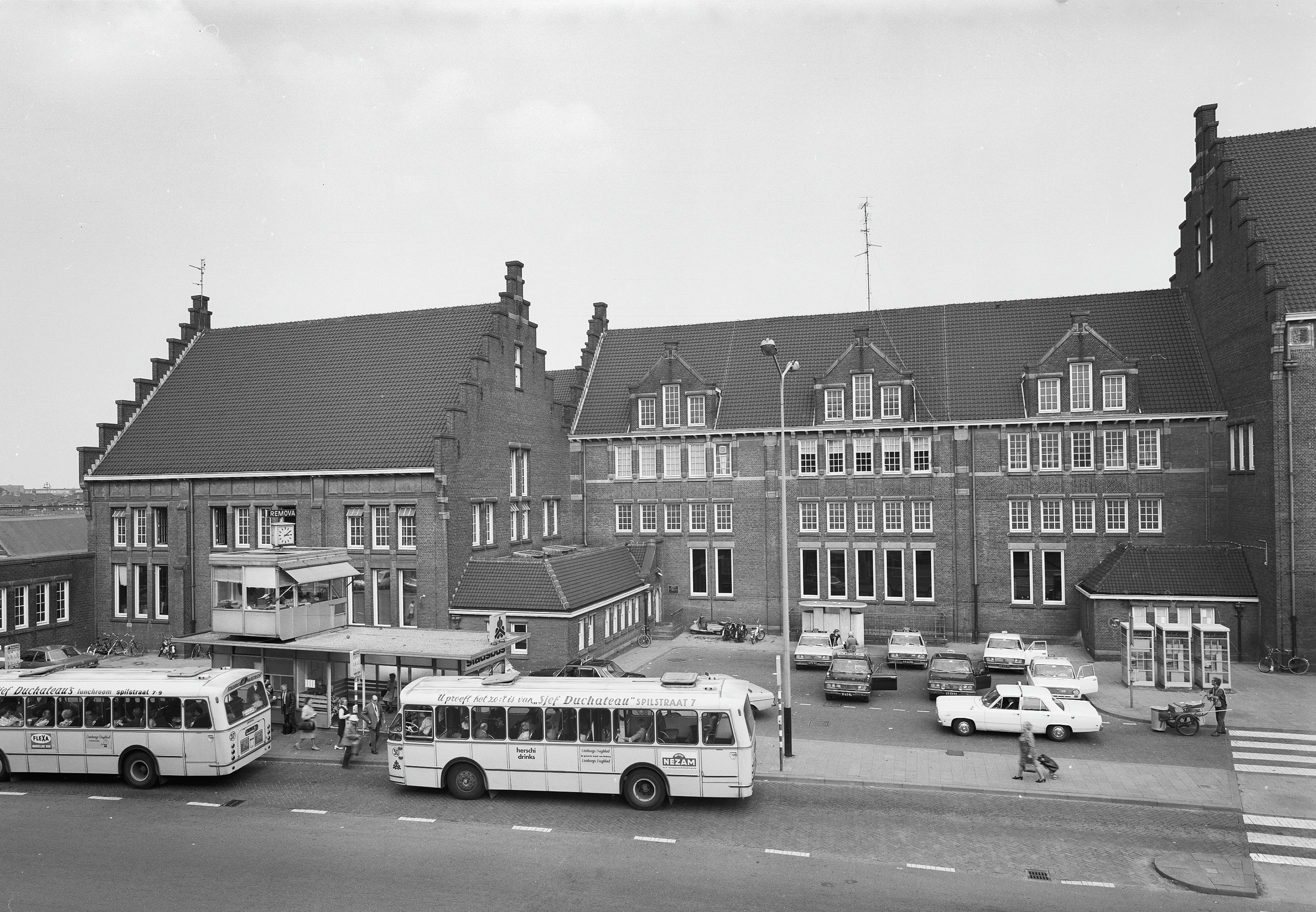
Stadsbussen in 1975 bij de SBM-halte bij Station Maastricht

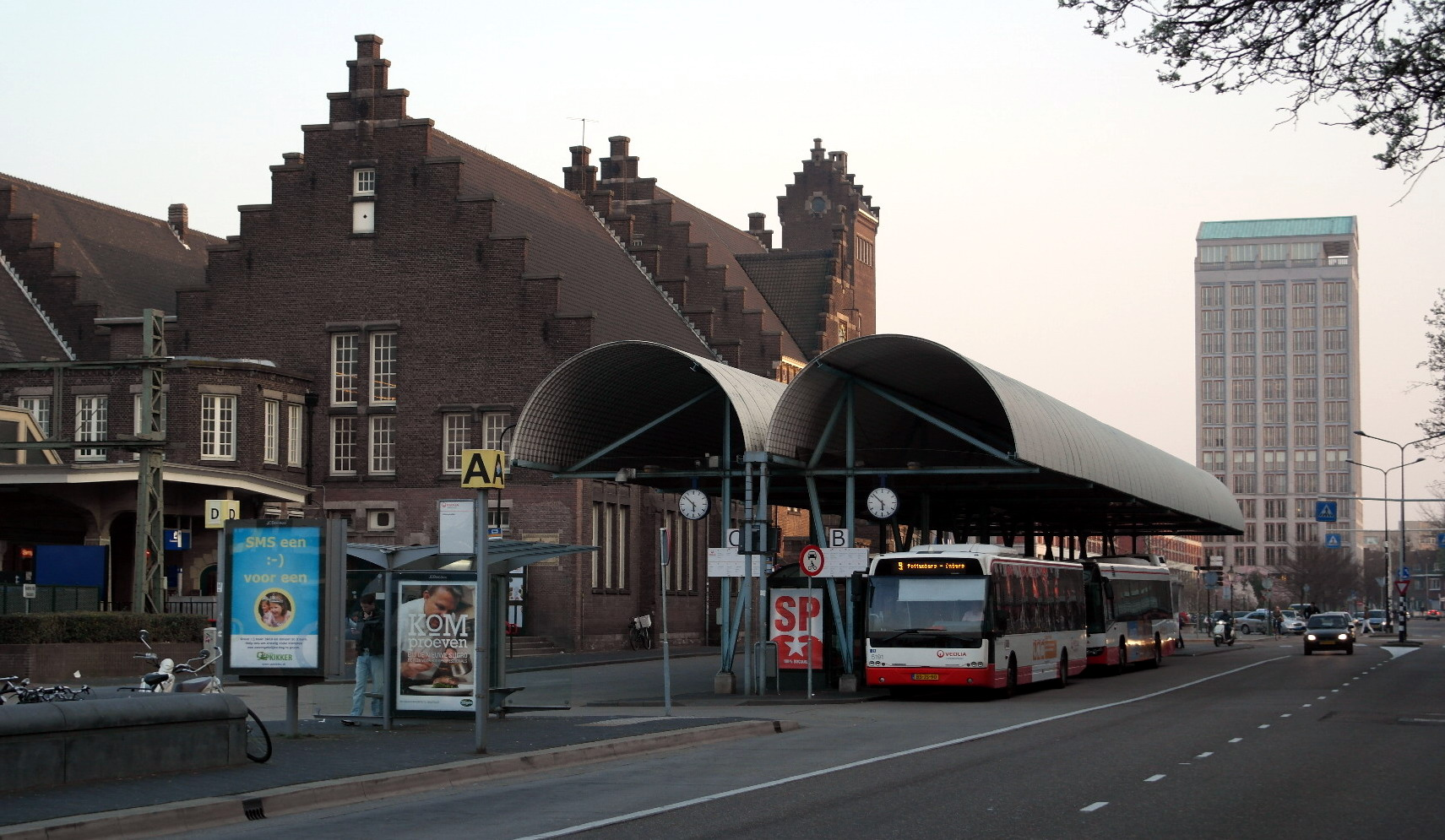
Veolia-stadsbussen bij hetzelfde busstation in 2014

Van 22 april 1896 tot 16 oktober 1902 werd met enkele tramstellen met gasmotor een stadstramlijn geëxloiteerd tussen het toenmalige Station Maastricht Staatsspoor en de Boschstraat/Maagdendries. Van 1903-1914 werd weer gereden nu met paardentrams. In 1919 verschenen de eerst autobussen. 
In Maastricht werd sinds de Tweede Wereldoorlog vooral een radiaal lijnennetwerk vanuit de oostelijke buitenwijken, via het station, centrum en het St. Annadalziekenhuis naar de westelijke buitenwijken gereden. Een lijn vanuit het Belgische Tournebride naar Slavante was hierop de uitzondering. Toen het ziekenhuis AZM in Randwyck kwam te liggen was de vervoersas overwegend AZM - Station - Centrum. In latere tijden kwamen er transversale lijnen (tussen westelijke buitenwijken onderling) bij: lijnen 6/7, de latere 9/10. Delen van deze lijnvoering waren ook nog bij de Veolia-exploitatie terug te vinden (tot 2016). Ook bijzonder was dat tot circa 1990 de lijnvoering door het centrum met name door de smalle straten van de binnenstad verliep, een concept dat pas daarna in de exploitatie werd verlaten (routering via Boschstraat, Maagdendries en Statensingel).
Bijzonder aan het Maastrichtse stadsbusnet waren een bepaalde tijd de twee verschillende lijnennetten voor overdag en voor 's avonds en zondags. De daglijnen reden op werkdagen overdag, vanaf ± 7:30 tot ± 18:30 en op zaterdagen vanaf ± 10:00 tot ± 17:30. Op de overige tijdstippen reden de avondlijnen. Dit noemde men het ZOFAS lijnennet (Zondagen, Overige Feestdagen, Avonduren, Speciale Dagen). Doel hiervan was een besparing in rondrijdend materieel te doen in de magere uren en tegelijkertijd de bedieningsgraad zo hoog mogelijk te houden. Er werden namelijke verschillende buitenwijken in een eindbestemming gecombineerd. De Belbuslijnen reden in dezelfde periodes als wanneer het avondlijnennet van toepassing was, maar moesten minimaal een half uur van tevoren gebeld worden op een speciaal telefoonnummer. Deze lijnen werden gereden met 8-persoonsbusjes. Het systeem werd uiteindelijk verlaten omdat reizigers het ogenschijnlijk te ingewikkeld vonden om te onthouden. Met name bij wisseling tussen dag- en avondnet ontstond weleens een wat onduidelijke situatie (er werd met dezelfde bussen doorgereden!). Desalniettemin is sinds 2016, toen de busexploitatie werd overgenomen door Arriva, weer een avondbelbussysteem ingevoerd.
Wat betreft de randgebieden in de stad werd er vooral samengewerkt met de NMVB (richting Hasselt, Lanaken, Kanne en Vroenhoven) en de SNCV/TEC (Slavante). Ook was er zelfs een tijd een intercitybus van SBM in samenwerking met De Lijn vanuit Maastricht naar Hasselt. Ook werd er samengewerkt met Connex, doch veel minder met VSL/Hermes, alhoewel er wel samenwerking was met een van de voorgangers van VSL/Hermes, Meussen (richting Heer). Ook apart was een "stapbuslijnennet" dat bezoekers van het uitgaansleven terug naar huis bracht in het Heuvelland in de nachtelijke uren van de zaterdag. Voor Maastricht zelf bestond zoiets al langer en de constructie werd ook voor de carnavalsdagen gebruikt.

## Materieel
Het GABM werd voorafgegaan door vervoer per paardentram. Hierna werden 3 elektrische bussen gekocht, die echter al snel weer voor busvervoer buiten dienst werden gesteld. In de jaren 20 werd vooral met Renault bussen gereden en in de jaren dertig was het Belgische merk Minerva de voornaamste leverancier van bussen in Maastricht. Na de Tweede Wereldoorlog werd er gereden met de restanten van het vooroorlogse wagenpark (Minerva's) alsmede met wat op verschillende plaatsen tweedehands nog te koop was, waaronder 4 Engelse dubbeldeksbussen, die echter maar een beperkte periode in dienst waren.In de periode 1946 tot 1954 werden overwegend Kromhout, AEC en Ford bussen gekocht. Gegeven het feit dat diverse vooroorlogse bussen ook nog enige tijd in gebruik bleven was werkplaatsonderhoud geen eenvoudige opgave.
Het GABM was vanaf 1955 vaste klant van Volvo. In de periode 1955- 1963 werd een grote vloot Volvo City Coaches aangeschaft met Verheul Carrosserie (wagenparknummers 43 t/m 84). Bussen van andere merken werden versneld buiten dienst gesteld. Na nog 14 Volvo 61400 bussen met dubbele uitstapdeuren in 1964 en 1966 (wagenparknummers 15 t/m 28) kwamen er in de periode 1968-1975 diverse series Volvo-Jonckheere B57-bussen in dienst met frontmotor (wagenparknummers 29 t/m 70). Deze crème busjes deden dienst tot 1985. In 1977 en 1978 kwamen de eerste standaardbussen (Volvo-Hainje B59 CSA-I) in dienst (wagenparknummers 71 t/m 85 en 93 t/m 97, overgenomen van de BBA). Van 1978-1981 vond met de HTM een ruil plaats waarbij 5 fabrieks nieuwe Volvo's (81-85) voor drie jaar werden geruild tegen 5 fabrieks nieuwe DAF's (336-340) om beide merken te kunnen testen maar ook na de proef bleef men bij Volvo. In de periode 1980/1981 kwamen weer enkele standaardbussen (Volvo-Hainje B10R CSA-I) in dienst (wagenparknummers 86 t/m 92 en 21 t/m 30), in 1983 gevolgd door de eerste standaardbussen van de tweede generatie die gekenmerkt werden door hun tomaatrode kleur in plaats van het gebruikelijke wijnrood (wagenparknummers 31 t/m 40). In 1985 volgde een tweede serie bussen die identiek waren aan de serie uit 1983 (Volvo-Hainje B10R CSA-II, wagenparknummers 41 t/m 49). In 1988 kwam er een nieuw bustype in dienst (Volvo-Hainje B10M, CSA III) met een hoekige carrosserie. Omdat deze bussen niet aan de verwachtingen voldeden werden deze bussen later weer ingeruild en kwamen uiteindelijk bij de Eerste Noord-Hollandse Autobus Onderneming in Zaandam terecht (wagenparknummers 50 t/m 54). In de periode 1990-1993 kocht de SBM drie series Volvo-Den Oudsten B10R bussen die de oudste wijnrode CSA's moesten vervangen (wagenpark nummers 55 t/m 70 en 801 t/m 822). In 1994 volgden nog enkele B10L-bussen met een Berkhof-carrosserie (823-825). Hier waren ook 3 gelede bussen tussen, die echter maar een beperkte tijd in Maastricht gereden hebben (826-828).
In 2001, na de overname door Veolia, maakte de SBM een uitstapje naar Mercedes-Benz. Er werd een serie Citaro's in dienst gesteld om de laatste tomaatrode CSA-II's te vervangen (101-110). Deze serie Citaro's werd later ingeruild en men kocht een andere serie Citaro's van Mercedes-Benz. Van deze serie zijn enkele bussen volledig uitgebrand (Tweede serie 111-120).
In en 2000 en 2004 kocht de SBM weer bussen van Volvo. De nieuwe Volvo 7000 en 7700 en moesten enkele oude Volvo-Den Oudsten B10R-bussen vervangen (840/841 en 842 t/m 853). In 2006 ging Stadsbus Maastricht volledig op in Veolia Transport Nederland.

### Museumbussen
De Volvo-Jonckheere 32 uit 1968 was sinds 1980 museumbus van de MUSA uit Amsterdam. In 2011 is deze bus naar de Stichting Veteraan Autobussen (werkgroep Limburg) in Heerlen gegaan. Naast de 32 bestaan de Volvo-frontmotorbusjes 39, 61 en 65 ook nog steeds. Deze bussen maken inmiddels deel uit van het Stadsbus Museum Maastricht. Bus 39 was na groepsvervoer bij Ruys lange tijd in gebruik als rijdende kleedkamer bij Location Management op filmsets. Bus 61 reed bij 2 rijscholen en sleet daarna zijn dagen als kampeerbus en bus 65 stond na gebruik bij AVN in Roermond 22 jaar bij een handelaar. De conditie van de bus is matig. Bussen 39, 61 en 65 zijn sinds kort eigendom van twee particulieren die de bussen hebben ondergebracht bij het Stadsbus Museum Maastricht. Het is de bedoeling dat de bussen evenals de 32 een museumstatus krijgen. Er moet nog veel werk verricht worden en het vinden van passende interieurs voor de 39 en 61 is een aandachtspunt. Van bus 39 dacht men dat deze in 2011 gesloopt was. Echter is deze onlangs teruggevonden bij een handelaar/ sloperij en aangekocht om ook als museumbus gerestaureerd te worden. De 40 was nog lange tijd als carnavalswagen in gebruik. Deze in slechte conditie verkerende bus is in 2013 gesloopt. Bus 31 was ook bekend in omgeving Leiden, doch is sinds enige tijd niet meer gesignaleerd. Er zijn nog andere bussen die nog zouden kunnen bestaan, doch de betreffende kentekens zijn al lang niet meer actief. Wat betreft de frontmotorbussen zijn dus alleen de bussen 32, 39, 61 en 65 nog bekend. De locatie in de buurt van Maastricht van een Maastrichtse CSA-II bus, de 38, was lange tijd bij insiders bekend, doch pas onlangs is er overeenstemming kunnen komen om deze bus particulier bij Stadsbus Museum Maastricht te restaureren. Ondanks jarenlange stalling en ongebruik is deze bus in redelijke conditie en zal naar verwacht snel weer ritten in het museale circuit kunnen rijden. Veel ex Maastrichtse bussen rijden nog steeds hun rondjes in een ver buitenland. De CSA 2 34 uit 1983 bijvoorbeeld rijdt met ongeveer 2.400.000 of 3.400.000 km op de klok nog steeds in Bosnië.

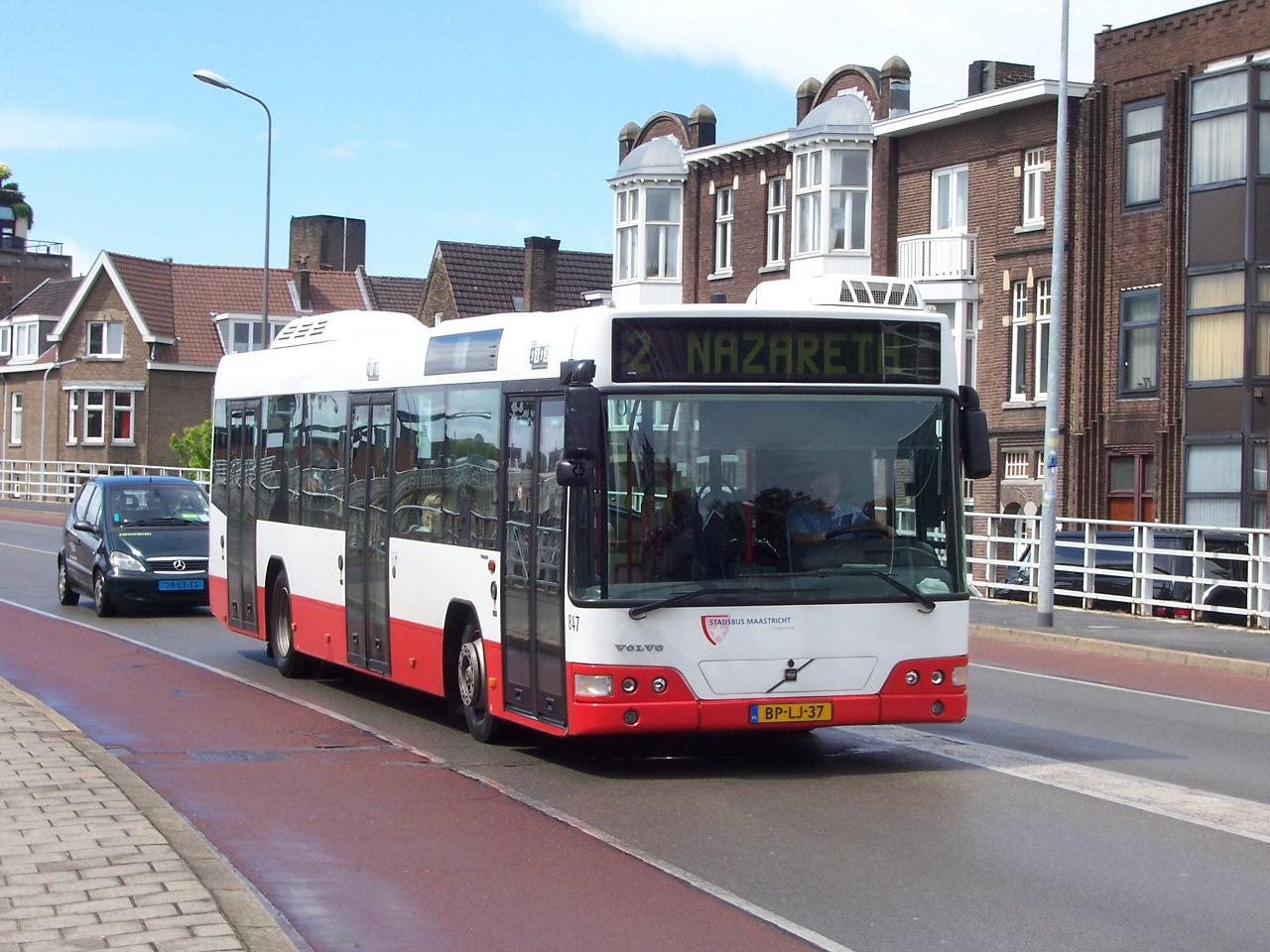
Volvo lagevloerbus van SBM
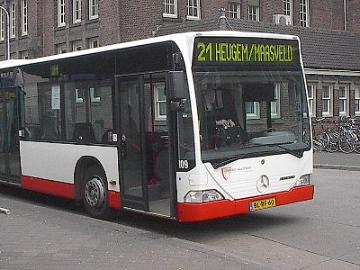
Mercedes-Benz Citaro lagevloerbus van SBM
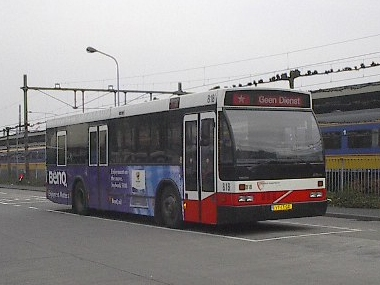
Den Oudsten B88 stadsbus van SBM